# Патриотизам
Патриотизам, домољубље или родољубље (лат. patria — „отаџбина, домовина, постојбина, завичај“), је љубав према завичају и његовим карактеристикама (као што су народ, језик, култура, политика, историја, спорт итд.), која подразумева отворен, толерантан и равноправан однос према другим завичајима и њиховим карактеристикама, без било какве искључивости. Патриотизам је стално и упорно настојање да се ради на афирмацији оних карактеристика завичаја које су друштво и животе учинили, и чине, бољим, слободнијим и надахнутијим.
Може се тумачити и као емотивна повезаност са завичајем. Осећање повезаности изражава се као осећање припадности које се може схватити као израз поноса према завичају, као и читавом низу карактеристика везаних за завичај, као што су народ, језик, култура, политика, историја, спорт итд. Поседују га све земље или територије. Неко га схвата и изразом као што је „пријатељ завичаја“.
Под завичајем, отаџбином или домовином се подразумева одређена друштвена и територијална заједница, која може бити општина, град, регија, кантон, федерална или конфедерална јединица, ентитет, држава или унија држава. Завичај се може одредити и као географско подручје према коме појединац или група осећа културну припадност.
Патриотизам се одражава кроз осећање поноса према достигнућима и култури завичаја, настојању да се негује и развија његов карактер и идентитет, односно идентификација са осталим припадницима заједнице која чини завичај.
Патриотизам се може схватити и као израз припадности и привржености завичају у одбрани вредности демократског друштва, основних људских права и слобода, а назива се „уставни патриотизам“. Њиме посебно земље са дугом демократском традицијом изражавају своју културу, којом своје вредности и начела приказују универзалним у борби за људска права и слободе.

## Патриотизам насупрот национализма и шовинизма
Патриотизам се разликује од национализма и шовинизма, утолико што се патриота идентификује са завичајем и народом завичаја, без стављања и издизања свог завичаја и народа завичаја изнад других завичаја и народа тих завичаја, чиме не угрожава, не умањује, не ниподаштава и не потцењује слободе и права других завичаја и народа тих завичаја.
У негативном смислу, патриотизам може прерасти у ароганцију, као што су национализам и шовинизам.
Патриотизам је љубав према завичају и народу завичаја, која равноправно третира друге завичаје и народе тих завичаја, те подразумева негацију искључивости. Национализам је издизање и глорификација једног народа или нације до нивоа супериорности у односу на друге народе или нације, те стално конфронтирање, сумњичење и истицање разлика или предрасуда према другим народима или нацијама. А шовинизам је национализам повезан са отвореном мржњом према другим народима или нацијама.
На жалост, позитиван однос појединца или групе према свом завичају и народу завичаја, може у одређеним условима, постати своја супротност. Патриотизам се често погрешно повезује са национализмом, па се та два појма често потпуно погрешно наводе као синоними.
Национализам је такав облик етничке или националне свести који стално истиче разлике између своје и других етнија или нација, представљајући своју етнију или нацију као супериорну у односу на друге. Национализам почиње са испољавањем предрасуда према другим етничким или националним групама и сумњичењем у њихове намере у комуникацији и контактима са „мојом“ етничком или националном групом. Национализам је стално ниподаштавање и обезвређивање културних творевина и карактеристика других етнија или нација у окружењу.
„ … национализам нуди уску, сукобом бремениту легитимацију за политичку заједницу, легитимацију која неминовно супротставља једну културну заједницу другој.“ — Антони Д. Смит
Национализам је настојање да се испољи себичан, агресиван и нетолерантан однос према економским, социјалним, културним и политичким достигнућима других етнија или нација, да се властити интереси реализују кроз спречавање и потискивање других. То је тежња да се оствари привилегован положај за своју етнију или нацију у одређеном простору, на основу њених „посебних“ врлина, заслуга и „мисије“, која јој је намењена у региону, на континенту, у свету. То је покушај да се „исправе“ неправде које су нанете „нашој“ етнији или нацији деловањем различитих фактора и у различитим историјским околностима.
Национализам је увек политички пројекат једне уске групе, националне „елите“, која своје посебне интересе (најчешће камуфлиране личне фрустрације и неуспехе) намеће као „опште интересе“ народа или нације, ставља народ или нацију у први план, говори о необјективним опасностима по суверенитет и државу. Национализам прераста у идеологију, која настоји да прикрије све објективне и субјективне недостатке, противречности и сукобе унутар своје етничке или националне групе, да за све окриви „историјску судбину“ и „лоше“ намере других, да оправда поступке националне „елите“ и националних „вођа“, да стално држи националну „хипертензију“ и да мобилише „националне снаге“ против имагинарног непријатеља (унутрашњег и спољашњег), да шири „теорију завере и неправедне жртве“. Национализам у суштини нема позитиван однос према свом народу или својој нацији, нити нацији и етничкој групи уопште. Не постоји „благи“, „умерени“ национализам. Сви национализми су штетне и негативне појаве, које разарају биће једне групе и целог друштва.
Шовинизам је највећи степен негативне етничке, националне, расне и културне свести и поимања етничких, националних и групних интереса. Он се испољава кроз отворену мржњу према другим етничким, културним и националним групама. То је национална искључивост и непомирљивост са положајем „своје“ нације у окружењу. Шовинизам испољава потпуно отворено непријатељство и потпуно отворену мржњу према другим народима или нацијама. Он настоји да се на сваки начин властита етнија или нација изолује и „огради“ од других етнија или нација или да се друге нације, етничке, културне и расне групе потисну и „уклоне“ са простора који заузима „моја“ група, јер се доживљавају као стална „претња“ за њен складан и миран развој.
Реч шовинизам води порекло од имена француског војника Шовена (Chauvin), кога у једној комедији Скрибо описује као „ћелавка“ и тупавка, који настоји да свим силама пропагира и поврати моћ освајачке политике и ратних успеха Наполеона I, ширећи притом мржњу против свих у окружењу.

## Патриотизам и поседовање етничког или националног идентитета
Поседовање етничког или националног идентитета означава свесност о припадности одређеном народу или нацији, те изражавање љубави према народу или нацији, која подразумева отворен, толерантан и равноправан однос према људима другог етничког или националног идентитета.
Поседовање етничког или националног идентитета подразумева степен осећања и разумевања заједничке културе и заједничког порекла и блискости. Означава разумевање и познавање особина етничког или националног идентитета и његових културних одлика (ношње, музике, обичаја, светковина, хране). Подразумева отворен и толерантан однос према другим етничким, националним, расним и културним групама, односно признавање и прихватање да и други људи доживљавају исти однос према својим етничким и националним групама. Не истиче никакав ексклузивитет своје групе, не пореди је са другима, не осећа никакву зебњу (духовну и просторну) од присуства и сталног контакта са другим етничким групама, не сања за границама које ће јасно одвојити етничке групе међусобно. У делатном и акционом смислу, поседовање етничког или националног идентитета подразумева заштиту мањинских култура и чување историјских и културних вредности, њихово укључивање у светску културну баштину, изношење на „светлост дана“ (посебно данас када то омогућава овакав техничко-технолошки степен развоја), како би својом лепотом, посебношћу и вредностима привукли што ширу пажњу и интересовање. Тиме се и код припадника других етничких и националних група јавља потреба да се заштите и учине светски доступним творевине „ваше“ културе. Такво поседовање етничког или националног идентитета може бити инспиративан и мобилишући фактор који ће подстаћи још више културно стваралаштво једне групе, и утицати на економски, социјални и политички развој и напредак.